# Polyclinum vasculosum
Polyclinum vasculosum is een zakpijpensoort uit de familie van de Polyclinidae. De wetenschappelijke naam van de soort is voor het eerst geldig gepubliceerd in 1908 door Pizon.